# Andria Dadiani
Andria Dadiani, també citat com a Andrey Dadian, (en georgià: ანდრია დადიანი), (1850 - 1910), conegut a l'Imperi Rus com a Andrei Davidovitx Dadian-Mingrelski (en rus:Андрей Давидович Дадиани), fou un noble i jugador i mecenes d'escacs georgià.
Era membre d'una família de prínceps de Mingrèlia (Geòrgia Occidental) d'ascendència Svan; va néixer a Zúgdidi, es graduà a la Facultat de Dret de la Universitat de Heidelberg el 1873. Posteriorment, va servir com a tinent general de l'Exèrcit Imperial Rus.

## Activitat com a escaquista
Va participar en torneigs a París, Roma, Kíev i Tbilisi abans de guanyar el torneig d'escacs amateur de Sant Petersburg el 1881-1882.
Fou president dels Torneigs de Montecarlo 1903-1904, i hi va convidar a jugar el mestre rus Mikhaïl Txigorin, però posteriorment li va pagar 1,500 francs (més diners que el 3r premi del torneig), per tal que no jugués, sembla que degut al fet que en Txigorin havia publicat unes anàlisis sobre una partida del príncep, on hi destacava que hi havia comès greus errors. Un valuós objecte artístic havia d'anar a parar al guanyador d'un matx curt entre els qui acabessin en 1r i 2n lloc (finalment Tarrasch i Maroczy). Els jugadors volgueren, però, també premis en metàl·lic, cosa que va molestar el príncep, qui finalment va donar la peça artística al tercer classificat (Pillsbury). Dadiani, de fet, va refusar de seguir donant suport al torneig, físicament i financerament, si en Txigorin, qui havia viatjat de bona fe a Montecarlo, no era exclòs de la llista de participants, cosa que succeí finalment, a canvi dels diners que Dadiani li pagà en compensació.